# Joseph Lescrauwaet
Joseph (Jos) Frans Lescrauwaet, M.S.C. (Amsterdam, 19 juni 1923 – Tilburg, 19 november 2013) was een Nederlands theoloog en  hulpbisschop van Haarlem en titulair bisschop van Turres Concordiae. Hij toonde zich een groot kenner en voorstander van de oecumene.

## Levensloop
Bij zijn geboorte als oudste van het gezin raakte Jos' moeder verlamd en zou dat verder blijven; het probleem van 'God en het kwaad en het lijden' was hem naar eigen zeggen vanaf zijn vroegste jeugd zeer vertrouwd. Joseph Lescrauwaet trad in bij de paters Missionarissen van het Heilig Hart van Jezus. Hij volgde er zijn noviciaat in Berg en Dal. In de oorlogsjaren volgde hij zijn priesterstudie: het filosoficum in Stein en het theologicum in Raalte. Op 12 september 1948 werd hij priester gewijd en in 1957 promoveerde hij op het proefschrift De liturgische beweging onder de Nederlandse Hervormden in oecumenisch perspectief. In 1966 was Lescrauwaet overste van het missiehuis van zijn congregatie dat toen gevestigd was in Kasteel Stein. In deze functie concelebreerde hij op 3 februari 1966 in de uitvaartplechtigheid van priester-dichter Jacques Schreurs.
Hij was van 1967 tot 1978 hoogleraar systematische theologie in Tilburg en vanaf 1978 aan de faculteit Godgeleerdheid van de Katholieke Universiteit van Leuven. Hij doceerde verder ook aan het grootseminarie van zijn congregatie.
Aanvankelijk, in de late jaren zestig, behoorde Lescrauwaet tot de kring van Concilium, een internationaal, meertalig theologisch tijdschrift. Later stapte hij over naar Communio, waarvan hij redactielid was van bij de start van de Nederlandstalige uitgave in 1976. Van zijn hand verschenen daarin meerdere artikelen, onder andere een artikel gewijd aan zijn wapenspreuk Redite ad cor ("Keer terug naar het hart"), ontleend aan Augustinus. In 1969 werd hij lid van de Internationale Theologencommissie. Lescrauwaet was voorzitter van de concilieraad van het Nederlands Pastoraal Concilie (1966-1970) en tijdens de Particuliere Synode van de Nederlandse Bisschoppen in Rome in januari 1980, was hij Lescrauwaet secretaris en peritus.

### Bisschop
Eind 1979 werd Lescrauwaet als theoloog, secretaris toegevoegd aan de Bisschoppensynode voor Nederland. Net als voor de andere priester in dit synodegezelschap, Ad van Luyn s.d.b., de latere bisschop van Rotterdam, leek een bisschopsbenoeming hem niet meer te kunnen ontgaan.
Op 19 oktober 1983 werd Lescrauwaet door paus Johannes Paulus II tot hulpbisschop benoemd van het bisdom Haarlem en titulair bisschop van Turres Concordiae in Noord-Afrika.
Op 14 januari 1984 ontving hij zijn bisschopswijding van Henny Bomers, bisschop van Haarlem, Huub Ernst, bisschop van Breda en Jan de Kok, hulpbisschop van het aartsbisdom Utrecht.
Joseph Lescrauwaet liet zich in het bisdom Haarlem van meet af aan niet zoveel zien. Lescrauwaet heeft taken vervuld in tal van katholieke gremia, de KRO, de Sint-Willibrordvereniging, de gemengde commissie van de Rooms-Katholieke Kerk, de Warc en in het bestuur van de Raad van Kerken.

### Emeritaat en overlijden
Lescrauwaet ging op 22 maart 1995 met emeritaat, nog vóór het plotselinge overlijden van bisschop Bomers in 1998. Jarenlang woonde hij in het Sint-Janscentrum, het seminarie van het Bisdom 's-Hertogenbosch, waar hij tot 2001 de geestelijke leiding en ook zijn oude vak, theologie doceren, weer opnam. Op 8 februari 2009 vierde hij zijn 25-jarig bisschopsjubileum met een feestelijke eucharistieviering in de kathedraal van 's–Hertogenbosch. In augustus 2011 verhuisde hij naar het woonzorgcentrum van zijn congregatie in Tilburg.
Lescrauwaet overleed op dinsdag 19 november 2013 omstreeks 19.00 uur, in het verzorgingshuis Notre Dame van de Dochters van Onze Lieve Vrouw van het H. Hart. De uitvaart vond plaats op 23 november in Sint-Janskathedraal in Den Bosch. Aansluitend werd hij bijgezet in de crypte van de Bisschopskapel op Begraafplaats Orthen, in de gelijknamige wijk Orthen van Den Bosch.

## Werken (selectie)
- Hoe dient het geloof de vermenselijking van ons bestaan?, in 'Kerk en wereld - bijdragen voor prof. J.J. Loeff' (1973)
- De bijbel over de christelijke eenheid; Communiteit van Taizé (1961)
- De actuele oecumenische situatie; Compendium van het oecumenisme (1962)
- Oecumenische ervaring van het Book of Common Prayer (1975)
- De wereld is niet alleen (1977)
- Kerk: institutie of beweging?, Radbouddag 1978
- Het mysterie in de liturgie (1994)

- Bibliothèque nationale de France: cb121719103 (data)
- CiNii: DA16984791
- Gemeinsame Normdatei: 174135211
- International Standard Name Identifier: 0000 0000 5158 5206
- Library of Congress Control Number: nr92007168
- Nationale Bibliotheek van Tsjechië: pna20211132065
- Nederlandse Thesaurus van Auteursnamen: 071720200
- Système universitaire de documentation: 030266491
- Virtual International Authority File: 46623411
- WorldCat: E39PBJvRTY6b6y8wPTtPfDhWDq